# Thiant
Thiant is een gemeente in het Franse Noorderdepartement (Frans: département du Nord) (regio Hauts-de-France). De gemeente telde op 1 januari 2022 2.963 inwoners en maakt deel uit van het arrondissement Valenciennes. Thiant ligt aan de Schelde. De Écaillon mondt hier in de Schelde uit.

## Geografie
De oppervlakte van Thiant bedroeg op 1 januari 2022 8,39 vierkante kilometer; de bevolkingsdichtheid was toen 353,2 inwoners per km².

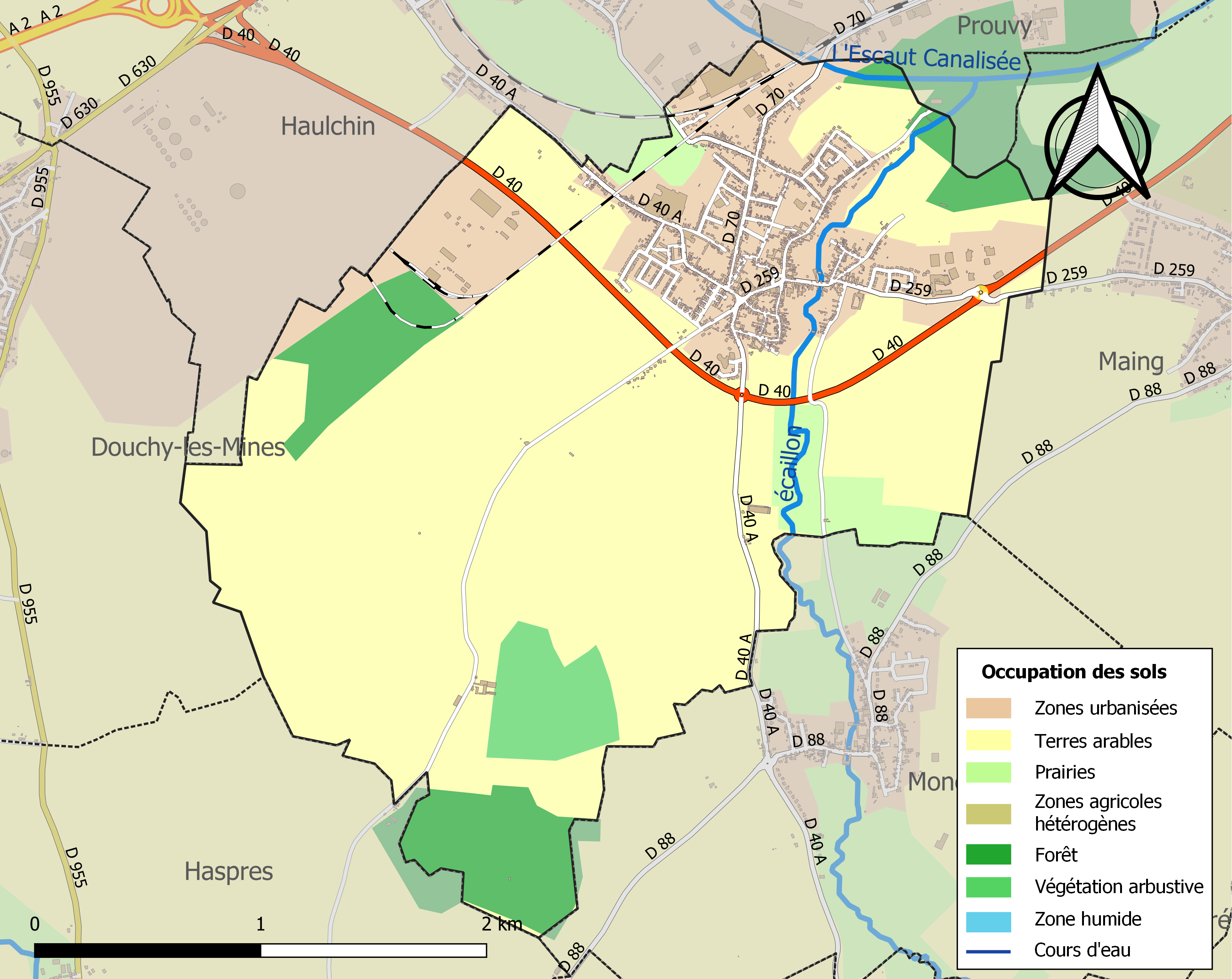
Kaart van de gemeente met belangrijkste infrastructuur, bodemgebruik en omliggende gemeenten

## Bezienswaardigheden
- De Église Saint-Martin
- Op de gemeentelijke begraafplaats van Thiant bevindt zich een perk met een 70-tal Britse gesneuvelden uit de Eerste Wereldoorlog.

## Demografie
Onderstaande figuur toont het verloop van het inwonertal (bron: INSEE-tellingen).